# Mélancolie hermétique
Mélancolie hermétique est un tableau du peintre italien Giorgio De Chirico réalisé en 1919. Cette huile sur toile métaphysique est conservée au musée d'Art moderne de Paris, en France.

## Expositions
- Giorgio de Chirico, aux origines du surréalisme belge. René Magritte, Paul Delvaux, Jane Graverol, Beaux-Arts Mons, Mons, 2019 — no 2, p. 76.